# Єсіпова Анна (спортсменка)
А́нна Є́сіпова (* 1997) — українська синхронна плавчиня. Бронзова призерка Європейських ігор-2015.

## З життєпису
Народилася 1997 року в місті Одеса.
2015 року виграла дві бронзові медалі на перших Європейських іграх, посіла третє місце в командних і комбінаційних змаганнях — вона і Валерія Апрелєва; Вероніка Гришко; Валерія Бережна; Яна Наріжна; Катерина Ткачова; Аліна Шинкаренко; Єлизавета Яхно. Бронзова призерка 10-го Кубка світу з синхронного плавання «Fina 2015 China Textile City» (Кецяо).